# Changning (stad)
Changning is een stad in de provincie Hunan van China. Changning   
telt meer 134.592 inwoners (1999). Changning is ook een arrondissement.